# Voyage (пісня)
Voyage (укр. Подорож) — пісня швейцарської співачки Зої Ме. Була випущена як сингл 10 березня 2025 року на лейблах Warner Music Germany та Manifester Music. Пісня представляла Швейцарію на пісенному конкурсі Євробачення 2025, де посіла десяте місце з 214 балами в голосуванні журі й 0 балів у телеголосуванні.

## Про пісню
Пісня була написана самою співачкою, Томом Олером та Емілі Міддлмас, та спродюсована Томом Олером та Пеле Лоріано. В інтерв'ю Blick Зої Ме заявила, що надихнулася на написання пісні коли проживала в Шотландії, побачивши «затишну атмосферу» різдвяної ферми та овець навколо. Пісня була написана в липні 2022 року в таборі авторів пісень, організованому товариством SUISA. За словами співачки, Міддлмас та Олер приєдналися до виробництва після того, як вона написала першу частину пісні. Пісня повністю французькомовна. За словами Ме, вона обрала французьку, тому що це її улюблена мова, і що «французькою мені легше створювати образи».
В інтерв'ю виданню Eurovision Stars вона описала музичну композицію пісні як «подорож», причому вона неодноразово змінюється протягом пісні у темпі, тексті та музичній динаміці. Сама пісня порівнює людей із квітами та заохочує людей проявляти доброту та дружбу, незважаючи на «весь негатив, який панує у світі» та виклики дружби. Вона наводить метафору в пісні про те, що «квіти красивіші, коли їх поливають, а не зрізають», додаючи, що «ставлячись до інших добре, а не з ненавистю, ми всі можемо бути найкрасивішою квіткою, тобто найкращою версією себе».

## Пісенний конкурс Євробачення

### Внутрішній відбір
3 липня 2024 року Швейцарська радіомовна корпорація (SRG SSR) оголосила про початок етапу обрання представника та пісні для 69-го конкурсу Євробачення. Обрання швейцарської заявки відбувалося у два раунди: перший раунд використовувався для формування списку з п'яти кандидатів для другого раунду журі. 5 березня SRG SSR оголосила Зої Ме представницею Швейцарії на Євробаченні 2025, а її конкурсна пісня "Voyage" вийшла через п'ять днів після оголошення представниці.

### На Євробаченні
Пісенний конкурс Євробачення 2025 відбувся в арені Санкт-Якобсгалле в Базелі, Швейцарія, і складався з двох півфіналів, що відбулися 13 та 15 травня, та фіналу 17 травня 2025 року. Оскільки Швейцарія виграла конкурс попереднього року, країна автоматично кваліфікувалася до фіналу. 17 березня було оголошено порядковий номер під яким виступить Зої Ме, а саме вона отримала 19-ий порядковий номер у гранд-фіналі, після Вірменії та перед Мальтою. Співачка також виступила у першому півфіналі після Хорватії та перед Кіпром, проте не змагалась у ньому.
Тео Адамса було обрано режисером-постановником номеру співачки для Євробачення. Весь виступ було знято одним кадром, і під час нього на сцені знаходилась лише Зої Ме. Співачка пояснила, що вирішила знімати виступ через один кадр, бо «це складно, але водночас у цьому полягає чарівність виступу... [це] те, що змушує людей по-справжньому зблизитися та відчути всі мої емоції». Сам виступ починається в темному освітленні з крупного плану Зої, яка одягнена в чорну сукню, прикрашену червоними, синіми та фіолетовими квітами. Під час бриджу пісні вітер, дим та спалахи порушують спокійну атмосферу, після чого сцена повертається до спокійного стану та перетворюється на освітлену телефонними ліхтарями з залу. Під час виступу у півфіналі камера, що використовувалася для запису постановки, зависла посеред виступу.
Після оголошення результатів Зої Ме посіла десяте місце з 214 загальними балами, а саме 214 балів від журі та 0 балів від телеголосування. У голосуванні журі пісня отримала три найвищі оцінки у 12 балів від Естонії, Польщі та Іспанії, посівши друге місце, а у телеголосуванні найвище місце в рейтингу країн стало 11-те, яке присудила публіка Португалії. У відповідь на свій результат співачка в інтерв'ю швейцарським ЗМІ заявила, що «дуже задоволена» своїм виступом. Вона додала, що хотіла б зосередитися на своєму другому місці серед журі, заявивши, що це «нагорода, яка означає, що пісня виділялася як композиція, так і я як співачка своїм голосом та сценічним виконанням. Тому професійні музичні експерти оцінили мене дуже високо».

## Чарти
| Чарт (2025)                                  | Найвища позиція |
| -------------------------------------------- | --------------- |
| Австрія (Ö3 Austria Top 40)                  | 37              |
| Велика Британія (UK Singles Downloads Chart) | 49              |
| Велика Британія (UK Singles Sales)           | 51              |
| Греція (IFPI Greece)                         | 36              |
| Ісландія (Tónlistinn)                        | 37              |
| Литва (AGATA)                                | 18              |
| Нідерланди (Dutch Single Top 100)            | 6               |
| Швеція (Sverigetopplistan)                   | 3               |
| Швейцарія (Schweizer Hitparade)              | 3               |